# Michael Durrell
Michael Durrell (Brooklyn, New York, 6 oktober 1943) is een Amerikaans acteur. Van 1987 tot 1988 speelde hij Dr. Alex Nikolas in de soapserie Santa Barbara.
Het publiek zou hem ook kunnen herkennen als een advocaat in de serie Matlock. In deze rol moest hij steeds verliezen van de hoofdrolspeler, Ben Matlock. In Beverly Hills 90210 gaf Durrell gestalte aan de vader van Donna Martin.
In 2006 speelde hij mee in een aantal afleveringen van Desperate Housewives. Daar kroop hij wederom in de huid van een advocaat, dit keer die van Gabrielle Solis.
- International Standard Name Identifier: 0000 0000 5359 8043
- Library of Congress Control Number: no99002354
- Virtual International Authority File: 7019402
- WorldCat: E39PBJjxy6Tfbtmw9J9HtKg7pP